# Karl-Göran Biörsmark
Karl-Göran Biörsmark, född 29 mars 1936 i Ulricehamn, död 25 december 2021 i Sankt Olai distrikt i Norrköping, var en svensk adjunkt och politiker (folkpartist).

## Biografi
Karl-Göran Biörsmark, som var son till pastor Ruben Sixten Biörsmark och Hilma Kristina Sandmark. Han tog folkskollärarexamen 1959 och var därefter lärare i Ulricehamn 1960–1962 och i Norrköping från 1962, med uppehåll 1963–1967 då han var biståndsarbetare i dåvarande Rhodesia. Under tiden i Norrköping var Biörsmark fritidspolitiker, med engagemang i socialnämnd, kommunstyrelse och kommunfullmäktige i dåvarande Norrköpings stad och senare Norrköpings kommun.
Han var riksdagsledamot för Östergötlands läns valkrets 1985–2002 och var framför allt aktiv i utrikesutskottet 1988–2002, en kortare period 1994 även utskottets ordförande. Han var även ledamot av bostadsutskottet 1985–1988, EU-nämnden 1998–2002, sammansatta konstitution- och utrikesutskottet och sammansatta utrikes- och försvarsutskottet samt var suppleant i justitieutskottet, socialförsäkringsutskottet och utbildningsutskottet. Han var FN-delegat och ledamot i Svenska Unescorådet, Nationalkommittén för FN:s läskunnighetsår och FN:s konferens om befolkning och utveckling (ICPD). Därutöver har han även företrätt Folkpartiet i ett antal statliga utredningar.